# Iso-Pöykky
Iso-Pöykky är en ö i Finland. Den ligger i sjön Koljonselkä och i kommunen Orivesi i den ekonomiska regionen Tammerfors och landskapet Birkaland, i den södra delen av landet, 160 km norr om huvudstaden Helsingfors. Öns area är 2,2 hektar och dess största längd är 230 meter i nord-sydlig riktning.